# K.F.C. (散弾銃)
K.F.Cとは、かつて川口屋林銃砲火薬店(かわぐちやはやしじゅうほうかやくてん、後の株式会社川口屋が展開した散弾銃及び装弾・銃砲用品ブランドである。
K.F.C.とピリオドを交えて表記され、ブランドロゴとしては「楕円にK.F.C.」が用いられていた。

## 概要

### 旧・川口屋(明治20年?-明治26年)
明治維新後の国内情勢がひとまず安定してきた明治10年代中頃(1880年代)、日本政府は江戸時代より火縄銃を手掛けていた鉄砲鍛冶や火薬商達に、銃砲火薬類の製造及び販売の免許を許可する事で、日本国内の銃器産業の振興を図っていた。村田経芳の下で村田式散弾銃の製造を本邦で初めて開始した松屋兼次郎や、後のSKB工業の創始者である阪場志業、モリタ宮田工業の創始者である宮田栄助らの鉄砲師と共に、この時期に銃砲火薬商としての免許を得た商人の一人に、川口亀吉(かわぐち-かめきち)が居た。
川口は明治20年(1887年、東京府・日本橋の馬喰町にて銃砲火薬店を開業、屋号として川口屋(かわぐちや)を掲げ、村田銃の製造や欧米諸国の元折式散弾銃の輸入販売、銃砲に関連する部品や用品類の販売を行っていた。この川口亀吉による川口屋の創業が、K.F.C.ブランドの原点の一つである。

#### 初代・林国蔵(弘化3年 - 大正5年)

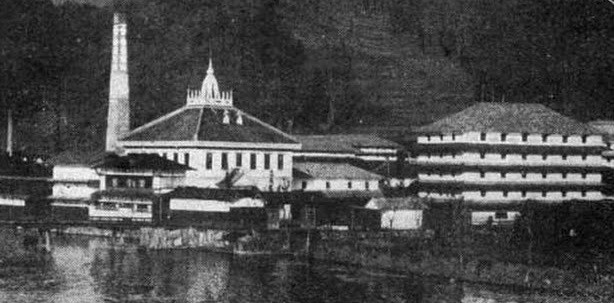
林製糸所第一工場

K.F.C.ブランドのもう一つの原点は、長野県諏訪郡岡谷(現・岡谷市)にて代々生糸商を営んでいた林家出身の初代・林国蔵(はやし-くにぞう、弘化3年(1846年)-大正5年(1916年)、國蔵とも)である。
林家は国蔵の父、林倉太郎(はやし-くらたろう)の代より製糸業にも進出し、片倉兼太郎や尾澤金左衛門らと共に開明社(かいめいしゃ)を設立して、岡谷一帯の製糸業の地盤を築いていた。明治19年(1886年)、倉太郎の死去により国蔵が林家の家督を継承すると、中国(清)産の繭の輸入や炭鉱開発、中央東線誘致など実業家として様々な活動を行うようになる。
国蔵は明治24年(1891年)頃より東京に進出、川口亀吉の川口屋とも誼を結ぶ事となるが、明治26年(1893年)に亀吉が死去すると、国蔵は亀吉が保有していた銃砲・火薬販売業の免許を継承し、本業の製糸業の傍ら東京日本橋区本銀町に「川口屋林銃砲火薬店」を経営し銃砲火薬販売にも進出する事となった。

### 川口屋林銃砲火薬店(明治26年 - 平成元年)
明治26年、川口亀吉より銃砲火薬商の免許を継承した林国蔵は、亀吉に敬意を表し旧・川口屋の屋号を川口屋林銃砲火薬店(かわぐちやはやしじゅうほうかやくてん)に改め、店舗も馬喰町から本銀町へと移転した。明治33年(1900年)時点では英語社名は「Kawaguchiya Firearms & Ammunetion」とされており、K.F.C.の呼称はまだ使われてはいなかった。
川口屋林銃砲火薬店は発足当初は旧・川口屋の事業に基づき、英国製二連散弾銃の輸入販売や村田式散弾銃の製造販売などを行っていたが、明治39年(1906年)からは大日本帝國陸軍の造兵廠が平時の収益事業として行っていた爆薬(ダイナマイト)の払い下げ販売にも携わるなど、徐々に事業を拡大していった。また、川口屋林銃砲火薬店は発足当初より村田式散弾銃の量産の為に多数の銃工を擁していたが、その多くが東京砲兵工廠にて軍用村田銃の製造に携わる事で製銃技術を磨いた職工達であった。当時の工場長は入村惣太郎で、入村の門下には大正8年(1919年)に上野・不忍池畔にて開催された畜産工芸博覧会にてハンドメイドのサイドロック式水平二連散弾銃を出品し、陸軍造兵廠より金牌を受賞した本邦屈指の水平二連の名工、石川幸次郎が居り、川口屋林銃砲火薬店は入村の指揮の下、輸入に頼っていた水平二連散弾銃の内国製化(国産化)にも乗り出し始めた。
川口屋林銃砲火薬店は明治44年(1911年)頃、W.W.グリーナー製の無鶏頭（インナーハンマー）・ボックスロック式、横安全装置付水平二連散弾銃の国産化に成功、これを新聞広告を通じて日本全国に通信販売による販売を開始した。この内国製グリーナーは大正11年(1922年)時点では響號(ひびきごう)の愛称が与えられており、海外を中心に極僅かな数が現存しているが、当時の時点でも1挺約40円と、30番径の村田式散弾銃の約4倍という高値であった。
大正年間に入ると、海外ではK.F.C. M12とも呼ばれるグリーナー式横安全装置を備えた元折単身銃(単身単発銃)や、二十二年式村田連発銃のコイルばね式遊底を採用した新式村田猟銃なども製作されたが、当時の川口屋林銃砲火薬店の競合店で類似した形態の銃砲製造を行っていた横浜の金丸銃砲店を例にとると、年間に製造販売される猟銃のほとんど全てが村田式で、水平二連や元折単身は年間を通じても多くて4挺程度しか売れないという程度の市場規模でしかなかったという。
川口屋林銃砲火薬店は大正3年(1914年)時点で日本全国の銃砲店・火薬店の筆頭格に発展していたようで、同年発行の『大日本銃砲火薬商名鑑 : 附・営業法規』の発行を手掛けており、同書内で林国蔵は緑綬褒章受賞、川口屋林銃砲火薬店は宮内省御用達といった往時の業績が記述されており、また当時の川口屋林銃砲火薬店は長野県の林本店を母体に、上十条に十條導火線製作所といった導火線事業の関連会社を有しており、ロゴマークとしては「一+山(記号)+力」を重ね合わせた林国蔵の屋号紋をそのまま使用していた事などを窺い知る事が出来る。この頃には『営業案内』と称する100頁以上にも達する大判の型録を通年発行するようになり、電報を用いて全国にカタログ販売を行う通信販売手法も確立、大正時代末には輸入元がアメリカ合衆国、イギリス帝国、ヴァイマル共和国(ドイツ国)、ベルギー王国の4ヶ国に拡大した。
大正15年/昭和元年(1926年)頃には、空気銃を中心に自社製銃器の国外輸出も開始。川口屋林銃砲火薬店(以後K.F.C.)は、これ以降遅くとも昭和5年(1930年)頃までには自社製の村田銃やグリーナー式水平二連銃などにKawaguchiya Firearms Compenyの頭字語であるK.F.C.のロゴを用い始めた。これがブランドとしてのK.F.C.の始まりである。昭和6年(1931年)には新社屋が完成、昭和48年(1973年)に現社屋である川口屋ビルへの移転まで使用されたモダンなオフィスビルは、長野県出身の建築家である柴田太郎の代表作の一つでもあった。
K.F.C.は戦前には帝國陸軍及び帝國海軍の将校向けにコルトM1903等の海外製拳銃の輸入販売なども行っていたが、同業他社の例に漏れずK.F.C.も第二次世界大戦に大きく社運を揺り動かされる事になる。
昭和12年(1937年)、支那事変(日中戦争)勃発に伴い日本国内が準戦時体制に入ると、翌昭和13年(1938年)に村田式散弾銃を始めとする猟銃は「不要不急の贅沢品」としてその輸入及び生産の一切が禁止された。空気銃及び、狩猟用品や猟銃の補修部品の製造販売のみは辛うじて継続できたものの、主力事業の一角を失ったK.F.C.は軍需産業への協力にその活路を見出し、水平二連散弾銃にて培った製銃技術を応用して帝國海軍向けの信号拳銃である九七式信号拳銃や、マルティニ・ヘンリー銃を応用した索投擲銃の製造に携わった。これらの軍用向け銃器にも引き続きK.F.C.のブランド名が用いられていたが、昭和14年(1939年)に欧州で第二次世界大戦が勃発すると敵性語としての英語追放運動の影響がK.F.C.にも波及し、大東亜戦争が勃発し日本国内が総力戦の戦時体制に移行した昭和16年(1941年)、川口屋林銃砲火薬店はついに軍用を含む全ての自社製銃器へのK.F.C.のロゴの打刻を中止し、やむなく旧商号である「川口屋」をロゴとして自社製銃器に打刻するようになった。こうした状況は昭和20年(1945年)の日本の敗戦まで続く事になる。
昭和23年(1948年)、K.F.C.は戦中も辛うじて存続していた空気銃の製造を再開する形で製銃事業に復帰。戦後K.F.C.の販売網で販売された空気銃は、バーミンガム・スモール・アームズ(BSA、現:ガモ)のBSA・リンカーン・ジェフリーズ空気銃のデッドコピーとも評価される自社製のK.F.C.・アサヒ空気銃と、阪場銃砲製作所からOEM供給されたSKB・M3及びSKB・M53空気銃の三種類が知られている。K.F.C.に限らず日本国内の空気銃事業は、昭和30年(1955年)の銃砲刀剣類等所持取締令改正によって、それまでの玩具としての扱いから猟銃と同じ武器としての扱いに移行した事により急激に市場規模が縮小していき、K.F.C.・アサヒ空気銃は同年中に製造を中止、K.F.C.の空気銃事業自体も昭和33年(1958年)の銃刀法施行による更なる規制強化や、シャープ・ライフルなどの空気銃を専業とする後発企業が台頭して来る中、昭和38年(1963年)(新)狩猟法の改正を待たずして、昭和35年(1960年)頃までに終了した。

#### ミロクとの提携（プレ・ミロク時代）
昭和25年(1950年)、連合国軍総司令部(GHQ)は連合国軍占領下の日本に対し、平和産業の一環として猟銃の製造再開を許可。昭和26年(1951年)には高知県のミロク工作所が元折式単身銃により戦後の散弾銃市場に参入した。しかし、銃工の弥勒武吉及び井戸千代亀を創業者として擁したとはいえども、元々は捕鯨砲のメーカーとして創業したミロクは漁港関係以外に有力な販売網を持たなかった事から、戦前以来の猟銃業界の大手であったK.F.C.に自社の散弾銃をOEM供給し、全国展開を行う事としたのである。ミロクが捕鯨の際に使用する事を目的とした鯨に標識を撃ち込む為の標識銃をK.F.C.側が高く評価し、猟銃製作への応用を打診した事も両社の提携の後押しとなった。ミロクはK.F.C.と提携した翌年の昭和27年(1952年)には水平二連散弾銃、昭和36年(1961年)には上下二連散弾銃のK.F.C.・Oシリーズを発売した。
ミロクからOEM供給された元折二連散弾銃は、海外ではボックスロック式水平二連は英国のアンソン・アンド・デイリー、サイドロック式水平二連のK.F.C.・Fシリーズはホーランド・アンド・ホーランド、上下二連のK.F.C.・Oシリーズはブローニング・スーパーポーズドの影響を強く受けた設計であると評価され、そのどれもが非常に精緻な仕上げと品質を持つものとして認知されており、日本国内でも多数のセールスを記録した。
実例としては、米国のアウトドア誌「フィールド・アンド・ストリーム」が平成19年(2007年)に選出した「The 50 Best Shotguns Ever Made(今までに製造された散弾銃のベスト50)」では、ミロクがK.F.C.時代の昭和38年(1963年)にチャールズ・デーリー社を通じて北米輸出を行っていたチャールズ・デーリー-ミロク上下二連は、同年にオリン晃電社で製造が始まったウィンチェスター M101上下二連共々「それまでジャンク品と同義であったMade in Japanに対する米国人の認識を根本から覆した、ライジングサンの如き銃であった」という評価が与えられており、米国人の銃器研究者であるチャック・ホークスは、チャールズ・デーリー-ミロク時代の水平二連にも高い評価を与えており、「チャールズ・デーリー-ミロク M500は当時のリテール価格から考えても過剰品質に近い造りであり、今日の中古市場でも未だ過小評価気味の価格な為、程度の良いものがあれば購入に値するだけの価値がある。」と記していた。
クレー射撃に於いては、K.F.C.が昭和38年(1963年)よりニュージーランドのアトラス・トレーディング社を通じてオセアニア方面への輸出を行っていたKawaguchiya Model OTが、1963年のマッキントッシュ杯トラップ射撃において、ニュージーランド選抜チームのジェラルド・F・メッセンジャーにより320枚満射という記録を叩き出している。メッセンジャーは1962年のニュージーランド北島選手権よりK.F.C. OTを用いて勝利を重ね、1963年のニュージーランド選手権を制覇するなどの活躍を見せており、アトラス社は昭和40年(1965年)にはK.F.C. OT/OM/OS上下二連の他、K.F.C. M33単発単身銃の輸入を手がけていたが、ミロクは同年3月よりオーストラリアのフラー・ファイアーアームズ社と提携してスターリング-ミロクブランドを立ち上げ、以降オセアニア方面にはフラー社を通じての輸出に切り替えられたため、同年11月までにはアトラス社を通じた輸出は終了した。
なお、実際にはサイドロックや両引引金モデルの水平二連を除いては、K.F.C.の上下二連は昭和40年(1965年)の時点で撃鉄ばねに松葉ばね、ボックスロック水平二連の単引引金モデルは昭和43年(1968年)の時点で撃鉄ばねにコイルばねを用いるなど、手本とされた銃にミロク独自の改良が加えられていた。
昭和35年(1960年)には、村田式猟銃向けの真鍮薬莢の納入実績があった旭大隈工業(AOA)と共同で紙製薬莢を用いた散弾実包の既製品(機械詰装弾)の発売も開始し、同年以降10年間で猟銃所持者の数が3倍になるという空前の好況の中、K.F.C.は着実に業績を伸ばしていった。
K.F.C.は戦前より海外の銃器メーカーの輸入代理店を数多く務めていたこともあり、海外メーカーとのライセンス契約でも強みがあった。昭和40年(1965年)、K.F.C.は戦前に軍用機関銃製造で実績があったパインミシン製造(シンガー日鋼)に製造委託し、反動利用式半自動式散弾銃のブローニング・オート5を国産化したK.F.C.・パインオート(単にK.F.C.オートとも)の販売を開始。パインオートは当時本家のオート5にもまだ存在しなかった外装式の交換チョークを国産散弾銃で史上初めて採用していた事が最大の特徴で、本家オート5との部品の互換性も高かった事から、オート5の銃身を交換チョーク化する目的で、パインオートの銃身のみを替え銃身として転用する用途でも後年まで重宝された。
なお、この時採用された外装式交換チョークは全絞り(フルチョーク)・半絞り(ハーフチョーク)・スキートの3種類が用意され、シンガー日鋼が後年製造した全ての半自動散弾銃の銃身で採用されたが、K.F.C.のオリジナルではなくイタリアのブレーダが昭和28年(1953年)に発売した反動利用式オートのブレーダ・アルテアで、散弾銃史上初めて採用された交換チョークシステムであるクイックチョークシステムと非常に類似したものであった。
K.F.C.の銃器事業の絶頂期は第18回オリンピック競技大会(1964年東京オリンピック)が開催された昭和39年(1964年)前後で、雑誌広告だけでなくテレビCMを打てるだけの実力を持っており、昭和43年(1968年)には旭精機と共同出資で樹脂薬莢を用いた機械詰装弾メーカーである東京カートリッジ株式会社も設立、火薬卸売部門も昭和38年(1963年)に日本火薬卸売業会理事、次いで昭和46年(1971年)には同理事長にK.F.C.の林英男が就任するなど、文字通り日本の銃器業界で最大手の地位を確かなものとしていた。
しかしその一方で、K.F.C.を通じて販売されるミロク製元折二連散弾銃は、弥勒武吉と井上千代亀の頭文字にちなんだミロク本来のブランド名であるB.C. Mirokuを直接名乗る事は許さず、代わりにB.C. My luckというロゴの表記のみで妥協せざるを得ない状況を強いていたのも事実であり、ミロクはK.F.C.が国内向け散弾銃の増産を指示する中、「将来を見越した」経営戦略として昭和41年(1966年)に米国ブローニング・アームズ、昭和46年(1971年)にはベルギーのファブリック・ナショナルと相次いで業務提携を行い、「時期の到来を待つ」という、K.F.C.にとっては不穏な動きを見せ始めていた。

#### シンガー日鋼(昭和40年 - 昭和末)
昭和47年(1972年)、ミロクは日本油脂と合同で独自の販売会社であるニッサンミロク株式会社を設立し、K.F.C.との提携関係は遂に破談に至った。海外展開もブローニング・アームズとミロク-ブローニングとも呼ばれる強固な協業関係を新たに構築、事実上同社が設計した銃器のほとんどをOEM供給する体制となり、同社の販売網の下で全世界に向けた展開を行うこととなった。
以後、ミロク製作所が製造する元折二連散弾銃の多くは国内でも「B.C. Miroku」ブランドで販売される事となり、K.F.C.は主力商品であったK.F.C.・Oシリーズ上下二連のみならず、水平二連の殆どと元折単身銃のラインナップが一挙に失われる事態となった。水平二連は辛うじてK.F.C.・MKシリーズが引き続きミロクより供給されたが、K.F.C.は同年以降装弾事業を除いては事実上シンガー日鋼のみが銃器事業の頼みの綱となった。
K.F.C.は同年中にイタリアのピエトロ・ベレッタと技術移転契約を結び、同社のガス圧作動方式半自動散弾銃であるベレッタA300ガスオートをシンガー日鋼を通じて国産化し、K.F.C. M100ガスオート(単にK.F.C.ガスオートとも)として販売を開始した。K.F.C.ガスオートは高い信頼性で世界的な評価を得ていたベレッタA300に、K.F.C.オート以来の外装式交換チョークを組み合わせるというユニークな構成でそこそこの販売実績を収めたが、機関部左側面には「UNDER LICENCE OF BERETTA」と大書しなければならないという、ある種珍妙な状況を強いられる事にもなった。なお、本家A300シリーズが内装式交換チョークを採用するのは1980年登場のベレッタA302以降であり、K.F.C.ガスオートは交換チョークが利用可能なA300として日本市場で一定のシェアを獲得する事に成功した。
しかし、K.F.C.やシンガー日鋼の技術陣はベレッタA300のライセンス生産は飽くまでも次期モデルの登場までの繋ぎと考えていたようで、日本国内全体の散弾銃の販売実績が急速に下降していく事になる昭和50年(1975年)以降、独自設計のガスオートの技術開発を積極的に進めていく事になる。昭和51年(1976年)、K.F.C.は当時の社長である林久男(はやし-ひさお)の指揮の下、管状弾倉の内側にガスピストンを配置する(インナーピストン方式)ベレッタA300の構造を基礎として、銃身と管状弾倉の間に小型のガスピストンを配置し、ショートストロークピストン方式とした新型のガスオートの基本概念、レミントンM1100などガス圧作動方式の半自動散弾銃で一般的に用いられているロッキングブロック方式の作動機構に、M1ガーランドなどの軍用制式小銃で用いられるロータリーボルト方式の要素を加える事で遊低レバーの抜け止め機能を実装した新型の遊底、一般的な半自動式散弾銃と同じ機能性を持ちながら部品点数を減少させた新型の送弾機構や引金機構などの日本及び米国特許や実用新案を取得し、これらの特許を元にした新型ガスオートであるK.F.C. M250 ニュー・オートローダーを完成させ、昭和52年(1977年)より欧州向け及び日本国内向けに出荷を開始した。
管状弾倉を持つガスオートのガスピストンの構造は大きく分けて2つあり、管状弾倉の外側にドーナツ型のガスピストンを持つもの(レミントンM1100、SKB M1900ガスオート、ウィンチェスターM1400、ウィンチェスター・スーパーX・M1など)と、管状弾倉の先端に円筒形のガスピストンを持つもの(フジ スーパーオート、ブローニング・B-2000、ウェザビー・センチュリオン、ベレッタA300、ブローニング・ゴールドなど)に大別されるが、前者は散弾実包の種類毎に異なる装薬量に合わせてガス圧を自動調整する機構を組み込む事が難しく、後者はガス圧の自動調整機構の実装が比較的容易な反面管状弾倉の延長が難しいという欠点がそれぞれ存在している。また、どちらの構造もガス圧が作用するピストンとガス圧により前後する遊底の配置が直列ではないため、複雑な形状の連結桿を用いなければならず、経年劣化による金属疲労の蓄積や極端な強装弾の使用などにより過度の負荷が掛かるなどの要因で連結桿の強度が弱い部分が折損しやすい欠点が存在している。強度や耐久性を重視して連結桿を強固にすると、重量が嵩む事になり遊底全体の慣性質量が増加して射撃の反動が大きくなる要因ともなる。K.F.C.ニュー・オートローダーはこのどちらの構造とも異なり、銃身と管状弾倉の間に小型のガスピストンを配置する事で遊底とガスピストンの配置が直列になると共に、連結桿(ピストン桿)も細長い棒状のものを用いてショートストロークピストン式とする事で耐久性の向上と軽量化による反動の低減が指向されている。このような構造は軍用制式小銃では豊和工業の64式7.62mm小銃やソビエト連邦のSKSカービンと類似しており、半自動式散弾銃ではベレッタA300の前身であるベレッタM60/61がほぼ同じ構造を採用していた。M1ガーランドのピストン桿の構造をほぼ踏襲したベレッタM60/61では、装弾重量34グラム以下の散弾実包では回転不良を起こしやすい欠点が存在していたが、K.F.C.ニュー・オートローダーは軍用銃やベレッタM60と異なり、ピストン桿を二分割の伸縮構造としていた。このピストン桿はK.F.C.では「ホリゾンタル・ストローク・アクション・バー」と称されており、伸縮部分の継ぎ目には多数のワッシャーが配置され、射撃時にはピストン悍の伸縮に応じてこのワッシャーが衝突球のように作用して伸縮に伴う衝撃を増減させる事で、ガス圧の多寡に関わらず軽装弾から重装弾まで支障なく回転する構造を実現していた。ガスピストンが玉突き式にガス圧を遊底に伝達する構造は軍用銃ではM1カービンがタペットピストン式として実用化しており、K.F.C.はこの概念を応用したものとみられている。
なお、このような構造は2010年代現在ではベネリ・アルミ・SpAのベネリ M4 スーペル90がほぼ同じ構造をベネリ・ARGOシステムとして採用している。
昭和55年(1980年)、銃刀法の強化に伴い散弾銃の国内出荷数が最盛期(1968年)の7%程度まで縮小するという壊滅的な需要縮小が発生し、翌昭和56年(1981年)には競合他社であるオリン晃電社やSKB工業なども次々に倒産していった。K.F.C.の元社員である松倉幹男によると、K.F.C.自体は昭和55年を最後に更なる衰退が予測される銃器事業そのものに既に見切りを付け始めており、銃器・装弾以外の事業に活路を見出す事を模索する状況であったという。
しかし、K.F.C.とシンガー日鋼の銃器部門は海外市場への進出に一縷の望みを託し、同年に戦前以来となる北米市場への輸出を開始する。K.F.C.の要請を受けたシンガー日鋼は、M250ニュー・オートローダーと共にK.F.C.・Eシリーズ及びK.F.C.・FGシリーズ元折上下二連散弾銃をOEM製造し、K.F.C.を通じて国内向け出荷の他、北米市場への輸出も行ったが、K.F.C.は昭和61年(1986年)には北米市場からの撤退を余儀なくされ、昭和末期にK.F.C.はシンガー日鋼と共に国内の散弾銃事業からも全面撤退した。
銃器事業末期には従来より採用していた外装式交換チョークの構造に、他社の内装式交換チョークの要素を折衷して内装式の欠点の克服を図った新型の交換チョーク機構や、将来的な装填数増加を認める法令改正を見込んだ可変式の装填数制限構造なども開発されたが、銃器事業の縮退が余りにも急激であった事から、それらが生かされる事はなかった。

### 川口屋(平成元年-現在)
平成元年(1989年)5月、川口屋林銃砲火薬店は株式会社川口屋へと商号を変更し、名実共に銃器事業から脱却した企業へと転身した。川口屋の銃器部門に最後まで協力を続けたシンガー日鋼は、K.F.C.の銃器事業撤退後に本業であるミシン事業へと回帰したが、平成11年(1999年)に親会社である米国シンガー社の倒産に連鎖する形で消滅した。
川口屋の創業以来の産業向け火薬・爆薬卸売業は社名変更後も暫くは継続されたが、平成12年(2000年)10月に日本化薬へと火薬卸売部門を売却し、同部門からも事実上全面撤退した。川口屋の火薬卸売部門は日本化薬に売却された後、同社の子会社である株式会社カヤテックとして存続している。
川口屋の主力事業は2010年代現在、1970年代末に松倉幹夫らが先鞭を付けた展示会事業などが中心で、創業以来の火薬販売事業は僅かに発煙筒事業や聖火トーチ事業が残るのみとなっているが、平成30年(2018年)時点で全国火薬類保安協会の正会員としては引き続き在籍している。
なお、現在の事業内容は不明であるが「川口屋林銃砲火薬店」という商号自体は、東京都あきる野市に所在する川口屋福生事務所の所在地を本拠とする形で2018年現在も残置されている。

## 装弾・用品事業
明治時代より村田式猟銃などの真鍮薬莢・黒色火薬を用いる銃器を販売していたK.F.C.は、口巻器(ロールクリンパー)、口締器、雷管詰替器、フェルトワッズ(送り)などの手詰装弾(ハンドロード)用品や、負革や装弾ベルトなどの狩猟用品、狩猟・射撃用ベストやハンチング帽などの衣類、洗矢などの銃器の手入れ用品などを欧米から輸入していたが、昭和30年代中盤にはこれらの殆どを国産化しており、鼓型空気銃弾などの空気銃用品もK.F.C.・アサヒブランドで販売が行われた。
村田式猟銃に用いられる真鍮薬莢は、昭和20年(1945年)の敗戦までは帝國陸軍造兵廠からの器材の払い下げにより設立された帝国薬莢株式会社(TYK)より供給を受けていたが、戦後は昭和25年(1950年)より日邦工業(NPK)、昭和32年(1957年)には旭精機工業(旧・旭大隈工業、AOA)がそれぞれ参入し、真鍮薬莢の供給を引き継いでいた。
黒色火薬や無煙火薬、銃用雷管は昭和12年(1937年)の支那事変(日中戦争)勃発までは東京第二陸軍造兵廠(板橋火工廠)などが製造するものが販売されていたが、同年以降は日本化薬や日本油脂(昭和金属工業)などが製造するものが供給されるようになった。特に日本油脂が昭和18年(1943年)以降供給したツバサ印無煙火薬は同社の猟用黒色火薬と並び、大戦末期から終戦直後の市井の狩猟家が入手可能な唯一のものであった。
このような背景の中、K.F.C.の装弾事業に最も強い協力を行ったのが昭和33年(1958年)より紙製薬莢の製造を開始していた旭精機であった。旭精機は紙製薬莢の発売と同時にK.F.C.と共同で機械詰装弾(ファクトリーロード)の研究開発を開始し、2年後の昭和35年(1960年)に国産初の紙製機械詰装弾であるAOA エキストラ(射撃用)及びAOA ヒットマスター(狩猟用)が発売され、昭和39年(1964年)までにはトラップ射撃用強装弾のAOA エキストラスーパー、スラッグ装弾のAOA ピューマロケットもラインナップに加わった。
日邦工業も昭和38年(1963年)に紙製機械詰装弾(NPK ダイヒット、NPK マーキュリー)に参入。昭和43年(1968年)には日本油脂及び米レミントンと共同開発する形で国産初の樹脂製機械詰装弾を発売、SKB工業も旭化成と三井物産との三社提携で旭SKB株式会社を設立して樹脂製機械詰装弾への参入を伺う状況の中、これらに対抗すべくK.F.C.と旭精機は樹脂製機械詰装弾の生産を専門とする新会社である東京カートリッジ株式会社を同年中に共同設立した。東京カートリッジはベルギーのニュー・ラショウセイ社から製造設備を購入する形で生産体制が整備され、その生産能力は月産で最大100万発に達するものであった。同社製の樹脂製散弾実包は全てK.F.C.ブランドを冠し、AOAブランドの紙製散弾実包と共にK.F.C.の販売網で販売された。K.F.C. エキストラ及びK.F.C. ヒットマスターの年間出荷弾数は、昭和41年(1966年)時点で1000万発を越えていたという。
昭和46年(1971年)にダイセルが米オリン・コーポレーションとの技術提携という形で設立した日本装弾株式会社(現・サイトロンパイロテクニクス)等の同業他社が、既に海外で樹脂製散弾実包の製造実績のある海外メーカーからの直接の技術移転により、海外メーカーのライセンス生産という形で散弾実包を国内製造していたのに対して、東京カートリッジ製のK.F.C.装弾は原則として国内で独自の技術開発が行われていた。
K.F.C.は樹脂製散弾実包発売の3年前の昭和40年(1965年)には独自の樹脂製カップワッズを開発し、旭精機が製造していたK.F.C.装弾にK.F.C. セットワッズという名称で全面採用していた。この樹脂製ワッズは散弾と火薬が装填されるカップ部分と衝撃を吸収するクッション部分が独立した構造で、日邦工業が採用していたレミントン型や日本装弾が採用していたウィンチェスター型のカップとクッションが一体となった形状のワッズと比較して製造コストが嵩む反面、カップ内に挿入されたクッションが射撃と同時に縮む事でカップの容積が増大し、カップ全体に全ての散弾が確実に保持される事から、銃腔が汚れにくく散開パターンもより安定したものが得られるという利点があった。
K.F.C.はスラッグ弾の開発でも特筆に値する足跡を残している。K.F.C.は戦前はドイツ製のシュテンドバッハ・アイデアル鼓型弾頭を輸入販売し、戦後は独自のフォスター型ライフルドスラッグであるK.F.C. ロケット実弾を製造販売。紙製機械詰装弾発売以降はK.F.C. ピューマロケット装弾として販売が行われていたが、昭和45年(1970年)に自社のロケット弾の命中精度を更に高める目的で、樹脂製クッションワッズを組み合わせた新型のスラッグ弾の開発を行った。この時開発された樹脂製クッションワッズは特許資料内では尾翼ワッズと呼称されており、薬莢に装填される際にはロケット弾と尾翼ワッズはそれぞれ独立した部材であるが、発射の圧力で尾翼ワッズが圧縮されると反動を吸収すると同時に、ロケット実弾の後端の孔に尾翼ワッズの突起が差し込まれてロケット弾と尾翼ワッズが一体化した構造になって飛翔するというもので、スラッグ弾頭の後部に凧の尾となるワッズを取り付けて飛翔を安定させる概念自体はドイツのブリネッキスラッグで既に確立されたものであったが、独ブレネケ社が自社のブリネッキスラッグに樹脂製ワッズの採用を始めるのは、K.F.C.による特許取得の5年後の昭和50年(1975年)以降であり、K.F.C.の特許内に含まれている数種類の尾翼ワッズのうち「細長い棒状の尾翼ワッズ」に相当する構造の採用は、昭和60年(1985年)のロットウェル製410番マグナム・スラッグが初出で、12番など大口径スラッグ弾にまでこの構造の採用が広まりプラムバタスラッグとして定着したのは、平成18年(2006年)にブレネケ社がブリネッキスラッグの発展型として特許取得して以降の事である。

## 火薬卸売事業
K.F.C.は創業当時からの事業である爆薬・火薬卸売事業の中で、土木工事で行われる発破に関する幾つかの技術開発を行っている。
多くは爆薬設置の省力化、低コスト化に関するもので、火薬卸売事業を通じて大成建設など大手ゼネコンとのパイプを有していたK.F.C.は、銃器事業が斜陽に差し掛かっていた昭和61年(1986年)には新型の光波測距儀の開発なども手掛けている。

## 販売モデル

### 自社生産時代(明治26年? - 昭和30年?)
- 散弾銃(猟銃)
  - 村田式猟銃[125][126][127] - 原型である明治十三年村田単發銃改造猟銃が30番や28番だったのに対して、K.F.C.のライセンス製造品は番径（英語版）が8番（英語版）[128]、10番、12番、16番、20番（英語版）、24番、28番、30番[125]、36番、40番、7.6mm(76番)と非常に多種が用意され、大礼記念国産振興東京博覧会最高国産賞、平和記念東京博覧会銀牌、昭和2年(1927年)中央勧業博覧会金牌といった各種の栄誉を得た[26]。また、大正時代初頭以降[19]に製造されたものの中には、二十二年式村田連發銃を参考に撃鉄ばねにコイルばねが使用され、無煙火薬や紙薬莢に対応した新式村田猟銃も存在した[129]。
  - K.F.C. 響號[16] - W.W.グリーナーに範を取った水平二連銃。無鶏頭両引、閉鎖機構は横栓三重止め[注釈 19]。構造が複雑で販売数の増加が余り見込めなかった為か、輸入銃のラインナップが大幅に拡大した大正時代末期には前述の新式村田猟銃共々カタログ落ちしていた[25]。
  - K.F.C. グリナー式猟銃[130][リンク切れ](K.F.C. M12[18])  - W.W.グリーナー式の横安全装置を備えた無鶏頭単身単発銃。閉鎖機構は二重止め[注釈 20]。口径は8番から36番まで用意されていた。40番と7.6mmの小口径モデルも小型グリ式猟銃の名称で販売されており、これらは村田式猟銃に対して、グリ式猟銃と総称されていた[25]。
  - K.F.C. 上捻式猟銃 - 有鶏頭元折式単発単身銃。閉鎖機構は単一止め[注釈 21]で、射撃の都度撃鉄を手動で起こす必要がある(シングルアクション)ことから、安全装置は設けられていなかった。なお、上捻(うわひねり)とは、開閉レバーが機関部の背中に取り付けられている形式(トップレバー)である。

- 空気銃 - K.F.C.の空気銃はドイツのダイアナ・メイヤー（英語版）やイギリスのBSAに範を取った元折スプリング式が中心で、大正14年(1925年)に改正された旧狩猟法に対応した特殊構造のライフル銃身を持ち、狩猟免状が不要である事を特色とした。
  - 大正15年(1926年)頃[25] - 全モデルが4.5mm口径（英語版）で、鼓型のペレット（英語版）を使用していた。
    - K.F.C. アイデアル高等空気銃 - ダイアナ M27L戦前モデル[131]に類似していたが、このモデルのみ「金属パイプに鉄板を接合した特殊銃身」を用いており、「従来の空気銃と外見、性能は何ら変わりない」と称していた。
    - K.F.C. ヘネル空気銃 - C.G.ヘーネル（英語版） M2に類似したモデル[132]。
    - K.F.C. オリヂナール空気銃 -ダイアナ M27L戦前モデルに類似した形状で、性能はヘネル空気銃と同程度であるが、ベンド[注釈 22][133]がより大型の銃床が装着されており、大正末の国産空気銃では最高価格帯の製品であった。
    - K.F.C. ダイヤナー空気銃 - 少年用、中年用といった名称で銃全長の異なる4種類がラインナップされていた。ダイアナ M27Lに類似しているが、中年用の短銃身モデルは1925年発売のダイアナ M25[134]や、ダイアナM27戦後モデル[135]に類似した先台（英語版）一体型銃床が採用されていた。

  - 昭和10年代[136]
    - この頃より、「正三角形に旭日」のマーク[104]をK.F.C.エアライフルの商標として用い始める。ラインナップは旧来より存在するダイヤナー空気銃などの他に、ヘネル空気銃やオリヂナール空気銃を改名したものと思われるK.F.C. ミリター空気銃が大型、小型の二つのラインナップで存在していた[注釈 23][137][138]。また、米国マーカム・エアライフル社製のキング空気銃[139]や、ヘンリー・クァッケンブッシュ（英語版）のジェム空気銃[140]を模したとみられるレバーアクションや中折れ式の空気銃をK.F.C. アース少年用空気銃として販売しており、射的で用いられる直動ボルトアクション方式のコルク銃（英語版）もK.F.C. コロップ射的銃として取り扱っていた[注釈 24]。輸入品ではサベージ・アームズ（英語版）が自社のスティーブンスM520/620（英語版）を模して製造した遊戯銃であるサベージ・アームズM31(サベージ・リピーティング・プレイ・ライフル)[141]を、室内射的用サベージ連発空気銃として販売していた。

  - 戦後
    - K.F.C. 朝日号[142] - 昭和23年(1948年)から昭和30年(1955年)まで製造されていた中折スプリング式空気銃[30]。戦前のミリター空気銃と同一のものとみられ、海外ではBSA リンカーン・ジェフリーズ空気銃[31]の習作であると評されている[32]。
- その他
  - K.F.C. シグナルガン[143] - 1950年代に民間向けに販売されたものとみられる信号拳銃。

#### 輸入品
- 大正3年(1914年)[19]
  - レミントン式猟銃 - 自社製の村田式猟銃やグリ式猟銃、上捻式猟銃などと共に記述が見られる。レミントン式猟銃よりも2倍弱高価な新型レミントン猟銃なるモデルも併売されており、共に12番、16番、20番、24番、28番、30番、36番、40番の8種類の口径が販売されていたというが、同時期の米レミントン製散弾銃に該当するモデルが存在しない[注釈 25][144]ため、詳細は不明。
- 大正15年(1926年)頃[25]
  - 散弾銃
    - ブローニング・オート5(米国) - ジョン・ブローニング率いるブローニング・アームズが開発し、ベルギーのFNが製造を担当していた自動5連散弾銃。日本向け仕様には銃身側面に「Made Specifically To The Order Of The Kawaguchiya Firearms Co. Japan.」と打刻され、K.F.C.の要望により特別に誂えられたものであることが明記されていたという[145]。
    - バーミンガム・スモール・アームズ(英国) - 主に二重止め[注釈 20][146]無鶏頭ボックスロック水平二連[147]を供給。高級モデルではエジェクター付きである事をセールスポイントとしていた。
    - ウィリアム・アンド・サン(英国)　- 主に横栓三重止め[注釈 19]無鶏頭水平二連を供給。高級モデルにはエジェクター付きモデルやサイドロックモデルも用意されており、最も高価なサイドロックモデル[148]ではサウスゲート方式エジェクター[149]、隠し三重止め機構[注釈 26][150]を最大の特色としていた。
    - ジャンセン・フィルス・アンド・カンパニー(ベルギー)　- 英国製と同じ三重止め、自動安全装置[注釈 27]などを有しながら、英国製の半額以下という比較的安価な価格で無鶏頭水平二連散弾銃[151]を供給していた。ジャンセンの水平二連は、グリーナー型の円柱形クロスボルトと、グリーナー以外のメーカーで広く持ちいられたサード・ファスナー構造[注釈 28]が両方備えられている事を特色としていた[152]。
    - ファブリック・ナショナル(FN)(ベルギー) - 1920年代当時のベルギー・リエージュには無数の銃器メーカーが存在しており[153]、FNはその中でも最大手であったが、1926年時点で水平二連銃から一時撤退していた[注釈 29][154]ため、K.F.C.は同じリエージュに所在したシュローダー・フレールにFN製水平二連と同型の水平二連[155]を製造させ、FN型無鶏二連銃の名称で輸入販売していた。
    - シュローダー・フレール(SF) - K.F.C.がエス・エフの略号を用いた同社は、ジャンセンと同様にグリーナー・クロスボルトとサード・ファスナーを組み合わせた閉鎖機構[注釈 30]や、サイドクリップ[注釈 31][156]を有する無鶏頭水平二連散弾銃[157]を製造しており、日本向け専用モデルとして20番や28番径の無鶏頭水平二連を「小口径軽量無鶏頭二連銃」として供給していたが、水平二連以外にも今日に於けるイタリアのファルコ・アームズにコンセプトが類似した40番径の折畳式有鶏頭元折単身銃[158][159]を「小鳥用軽便折畳式単身銃」として供給していた。
      - K.F.C.は他にベルギーKB社[注釈 32]の水平二連銃を輸入販売していたが、これらのベルギー製水平二連銃の多くは英国製よりも安価な価格が設定された[160]。

    - スティーブンス・アームズ M89（英語版）[161] - 有鶏頭元折単発銃。ベルギーSFの元折単身銃と同様に、国産のグリ式猟銃よりも廉価な価格で販売されていた。

  - ライフル(実弾銃) - 明治から昭和初期に掛けての日本の銃器行政上は、軍用銃と猟銃の二種のみが規定されており[162]、ライフリング(腔線)を持つ小銃は市井では一般的な存在ではなかった。なお、日本の銃器行政史上「ライフル」と呼ばれる区分が初めて登場するのは昭和46年(1971年)の事である[163]。
    - ウィンチェスターM1910（英語版） - ウィンチェスター・リピーティングアームズによるブローバック方式の半自動式小銃（英語版）。専用弾の.401ウィンチェスター・セルフローディング弾（英語版）は100発辺り22円の価格が設定されており、同時期にK.F.C.が輸入していた英国のエレー・ブラザーズ（英語版）の紙製散弾実包(100発辺り10-15円前後)と比較しても高価なものであった。

  - 拳銃 - 明治初期から日本の敗戦に至るまでの間は、郵便局員や帝國陸海軍将兵など、職務上拳銃の私有が必要な者に対しては拳銃の販売が許容されており[164]、K.F.C.も数多くの外国製拳銃を輸入販売していた。
    - モーゼルM1910（ロシア語版） - 「護身用モーゼル拳銃」の名称で販売。
    - モーゼルC96 - 「十連発自動拳銃」の名称で銃床付きモデルを販売。
    - FN ブローニングM1910 - 「護身用ブローニング自動拳銃 自動七連発」の名称で販売、浜田式自動拳銃の原型。
    - FN ポケット・モデル M1906 - 「護身用ブローニング自動拳銃 自動六連発」の名称で販売、コルト・ベスト・ポケットの原型。
      - 大正末期にはドイツのマウザー(モーゼル)やベルギーFNからの輸入が主であったが、その後大東亜戦争勃発直前までは米国のコルトM1903(コルト・ポケット・ハンマーレス)を取り扱っていた記録も残されている[165][166][167]。なお、コルトM1903は後に杉浦式自動拳銃の原型ともなった。

  - 空気銃
    - BSA リンカーン・ジェフリーズ[31] - K.F.C.の空気銃ラインナップでは最高級とされていたが、「くり抜き銃身の為狩猟免状が必要」と記述されている。
    - ダイアナ M27L[131] - 「ダイアナ高等空気銃」の名称で販売。国産空気銃同様に狩猟免状は不要とされていた。

など多数。当時のK.F.C.のカタログや価格表に依ると、村田式猟銃が当時の日本円で15円から30円前後、響號などの内国製水平二連・元折単身銃が20円から40円前後の価格帯であったのに対して、輸入品は比較的安価なベルギー製水平二連でも50円から100円前後、オート5は150円から200円台、英国製水平二連は250円から500円と大変に高価であった。明治時代末の1円は2010年代現在の1円の約3800倍の価値であり、村田式猟銃でも当時の技術労働者の月収に相当する価格である。

#### 大日本帝國海軍向け(昭和12年? - 昭和20年)
- 九七式信号拳銃[170][171][172][173] - K.F.C.が手がけた海軍九七式は、帝國陸軍の十年式信号拳銃と並び、その製造品質の高さから海外のコレクターの間では人気が高い。なお、戦後の陸上自衛隊は53式信号拳銃、海上自衛隊と航空自衛隊は55式信号拳銃を採用したが、これらは新中央工業(現・ミネベアミツミ)による製造[174]で、K.F.C.が再び軍用信号拳銃を製造する事はなかった。
- 索投擲銃 - 帝國海軍の救命索発射銃は帝國陸軍より移管された甲号擲弾銃を改造したものと、帝國海軍海兵隊の制式小銃であったマルティニ・ヘンリー銃を元にしたものの二種類が存在するが、K.F.C.はこのうち後者のタイプの製造を請け負っていた[175]。

#### 阪場銃砲製作所(昭和23年? - 昭和30年?)
- SKB M3[4]
- SKB M53[4]

後にSKB工業となる阪場銃砲製作所は、戦後まもなくの時期から中折式空気銃で猟銃製造に復帰。K.F.C.の販売網で全国展開を行い、同時期に発足した初期のシャープ・ライフルとも資本関係があったとされている。阪場銃砲製作所の空気銃製造は銃刀法改正で空気銃の法規制が大幅に強化される昭和30年代初頭には終了し、K.F.C.の販売網からも離脱していったが、それと時を同じくして昭和31年(1956年)に英国のウェブリー・アンド・スコット社製ボックスロック式無鶏頭水平二連銃を参考に、SKB ローヤル水平二連を発売。その安価さと頑丈さから晃電社や日本猟銃精器(NRS)といった先行メーカーを水平二連からの撤退に追い込み、ミロク製水平二連を擁するK.F.C.との2強体制が確立することとなった。

### プレ・ミロク時代(昭和27年 - 昭和47年)

#### 上下二連銃
- K.F.C.・Oシリーズ
  - 1966年時点[2] - この時代のみに存在したK.F.C. OLは、ミロク製上下二連史上唯一のドールズ・ヘッド(人形首)採用モデル[注釈 33]であった。
    - K.F.C. OL[180][60] - 銃身上部に2つの人形首を持つ最高級モデル。銃床にも涙滴(ティアドロップ)や扇型(スキャロップド・バック)の意匠[注釈 34][181]が施されており、トラップ競技（英語版）銃のみがラインナップされていた。OLはミロク製上下二連史上最も複雑な機構のモデルであり、今日のミロク・サイドプレートスペシャル(ミロクSP)シリーズ[182]ですら、K.F.C.時代のOLの水準には至っていない。
    - K.F.C. OT[183][184] - クレー射撃競技銃の普及モデル。トラップ及びスキート競技（英語版）がラインナップされ、フルピストル型握把とモンテカルロ型銃床[133]が装着されていた。銃身のリブ(樋鉄)は放熱性に優れるベンチレーション・リブ[185]が採用された。
    - K.F.C. OTW - トラップ競技銃の高級モデル。クレーに対する目当てに適した幅広のベンチレーション・リブ(ワイドリブ)[186]を採用していた。
    - K.F.C. OS[187] - 狩猟及びクレー射撃兼用を謳った、今日におけるスポーティング競技銃に相当するモデル。ベンチリブ、セミピストル型握把を装備。この年代のK.F.C.上下では唯一20番モデル[188]が設定されており、顧客の要望に応じて上下銃身のチョークを上フル＋下改良平筒、上下ともフル、上下ともスキートの3種類の組み合わせから選択できた。
    - K.F.C. OR - 狩猟用銃の高級モデル。自動安全装置の他、切替器付単引き引金、エジェクター、セミピストル型握把、ベンチリブという射撃専用銃に準じた装備が奢られていた。
    - K.F.C. OM[189] - 狩猟用銃の普及モデル。自動安全装置、両引き引金、光線除樋鉄[注釈 35][190]、セミピストル型握把を装備。
    - K.F.C. OF - 狩猟用銃の最廉価モデル。自動安全装置、両引き引金という点は姉妹モデルのOMと同じであるが、銃身にリブが無く、エジェクターも付いていない(エキストラクター)事で差別化が行われていた。

  - 1970年以降 - 構造が複雑なOLが廃止され、代わりにHI-SPWなどOTの上位モデルのバリエーションが拡大した[55]。
    - K.F.C. OT HI-SPW - OT-Wの最上位モデル。OT-SPWをベースに銃床下部に円形の金属製ネームプレートが装着され、先台にもダイヤモンド型の指物が施されていた。
    - K.F.C. OT SPW - OT-Wの上位モデル。銃床材の仕上げがより高級な油仕上げ（英語版）とされていた。
    - K.F.C. OT SP - OTの上位モデル。銃床はフランス産クルミ材油仕上げ。
    - K.F.C. OT-W - OTをベースに13mmワイドリブ仕様としたモデル。 銃床はOTと同じニス仕上げ。
    - K.F.C. OT - 射撃用銃の基本モデル。ベンチリブが10mm幅のセミワイド型に変更され、銃床材もフランス産クルミ材ニス仕上げとなった。
    - K.F.C. OS[37] - 狩猟用銃の高級モデル。従来の12番と20番に加えて、新たに28番と410番（英語版）が新設された。狩猟・射撃兼用銃という謳いこそされなくなったが、銃身の長さによりチョークの組み合わせが変化するラインナップが組まれており、28インチ銃身では上フル＋下インプモデのトラップ銃相当の組み合わせ、26インチ銃身では上下スキートのスキート銃相当のチョークが設定された。
    - K.F.C. OM-ST[191] - OM-Sをベースに射撃用銃としたもので、射撃用銃の普及モデルとして新設された。10mmセミワイドリブはOTと同じであるが、フルピストル型握把のエンドキャップは省略されていた。
    - K.F.C. OM-S - 狩猟用銃の普及モデル。OMの単引き引金版で、66年カタログにおけるORに相当するモデルである。
    - K.F.C. OM - 狩猟用銃の普及モデル。この時点でK.F.C.上下二連唯一の両引き引金モデルであった。
    - K.F.C. OR-T - ORをベースに射撃用銃としたもので、射撃用銃の最廉価モデルとして新設された。
    - K.F.C. OR - 狩猟用銃の廉価モデル。66年カタログの同モデルと異なり、自動安全装置とエジェクターが廃止され、66年時点におけるOFに相当する位置付けに格下げされた。

#### 水平二連銃
- 1966年時点 - この時点でのK.F.C.水平の特筆すべき点は、後のミロク F/FEに相当するK.F.C. F/FEと、最廉価のK.F.C. M/MEを除く全モデルに機関部を閉鎖すると横栓が隠れる構造の三重隠し止めと称する独自のグリーナー・クロスボルト構造を採用していた事が挙げられる[2]。銃床は当初は全モデルがストレートグリップであったが、後にボックスロック各モデルでフルピストル、セミピストル型を選択できるようになった。先台は原則として細身のイングリッシュ型[192]で、輸出向けのチャールズ・デーリー-ミロク M500などで採用されていた銃身を包み込む形状のビーバーテイル型[40]は採用されなかった。狩猟銃としての扱いのため、全モデルが自動安全装置を採用しており、射撃銃のような手動安全装置は採用されなかった。銃身のリブは中実のソリッドリブで、上下二連のようなベンチリブは設定されておらず、断面形状もモデルにより英国流の樋型(スワンプド・リブ)[193]と、米国流の平型(チャーチル・リブ)[194]のどちらかが設定されていた。
  - K.F.C. FE II - サイドロックの最高級モデル。閉鎖機構が三重隠し止めとなっており、OL上下二連をも超える価格が設定された、名実共にK.F.C.のフラッグシップとしての位置付けであった。ミロクはK.F.C.離脱後も数種類のサイドロック水平二連を製作したが、この時代のFE IIを超える機構を持つモデルは現在に至るまで製造される事はなかった。
  - K.F.C. FE[60] - サイドロックの上位モデル。エジェクター装備で、銃床も油仕上げとされていたが、口径は12番のみであった。
  - K.F.C. F[195][196][197] - サイドロックの入門モデル。両引き引金、樋型樋鉄、二重止め。ジェームス・パーディ（英語版）に範を取った構造で、エジェクターは装備されていなかったが、暴発防止装置(暴発止め、安全逆鈎[198])内蔵である事を最大の特色としており、口径は12番と20番が選択できた事から、カタログでも「御婦人でも安心して御使用になれます」と女性向けモデルとしての位置づけでもあることを謳っていた。
  - K.F.C. KE[60] - ボックスロックの最高級モデル。両引き引金、樋型樋鉄、三重隠し止め。ボックスロックで三重隠し止めとエジェクターを両方備えたモデルはKEのみであったが[199]、口径は12番しか選択できなかった。また、OL上下二連ほど複雑な造形ではないものの、銃床には扇型の意匠が施されていた[200][注釈 36]。
  - K.F.C. L II[201] - Lの上位モデル。66年カタログの時点で唯一、平型光線除樋鉄(マテッド・リブ)[202]を装備しており、銃床も油仕上げとされていたが、先台の固定はアンソン止めに変更されていた。
  - K.F.C. L[203][注釈 37] - ボックスロックの普及モデル。両引き引金、エジェクター無し。閉鎖機構は三重隠し止めで、樋鉄は平型。口径は12番、16番、20番の3種。他モデルが全て先台の固定に押釦式のアンソン止め(プッシュダウン式)を用いていたのに対して、Lのみはラッチレバー式のデイリー止め(パテント式)[204]を用いていた[199]。なお、現存するLの中にはMと同じ二重止め機関部を持ち、Hibiki Model Lの刻印が与えられているもの[205][206]も存在している為、「戦前のK.F.C. 響號の名跡の継承」という性格も帯びていたとみられる。
  - K.F.C. ME[199] - Mの上位モデル。エジェクターを装備しており、銃床も油仕上げとされていた。
  - K.F.C. M[207][注釈 38][208] - ボックスロックの入門モデル。両引き引金、エジェクター無し、樋型樋鉄[209][注釈 39]。最廉価モデルながらも二重止めの閉鎖機構が装備されていた。口径はLと同じく12番、16番、20番から選択できた。
- 1970年以降 - この時点で構造複雑な三重隠し止めが全モデルで廃止され、二重止めのみとなっているが、ブローニング・スーパーポーズドの戦前モデルに存在した「前後どちらの引金を引いても2本の銃身の撃鉄を連続して落とせる」構造のツイン・シングルトリガーを両単引という名称でK.F.C. LV-DSに採用した[55]。
  - K.F.C. FE - FE IIのカタログ落ちにより、新たにK.F.C.水平のフラッグシップに昇格した。ただし、価格ではOT HI-SPWよりも安価であった。
  - K.F.C. F - 20番の設定がなくなり、12番のみとなった。樋型の光線避樋鉄が標準装備となった。
  - K.F.C. KE - ボックスロックの最高級モデル。閉鎖機構が二重止めとなり、フルピストル型握把、平型光線避樋鉄が標準装備となった。
  - K.F.C. LV-DS - LVの上位モデル。両単引き引金、イングリッシュ先台、エジェクター無し、フルピストル型握把、平型光線避樋鉄を装備。ミロク水平二連における両単引の採用は、K.F.C.時代及びB.Cミロク時代を通じて唯一のもの。
  - K.F.C. LV-S - LVの単引き引金モデル。口径は12番のみ。
  - K.F.C. LV[191] - L/L IIの後継のボックスロック普及モデル。両引き引金で、12番と20番が選択できた。
  - K.F.C. MS - K.F.C.水平初の単引きセレクター付モデル。F/FEと同じ樋型光線避を装備。
  - K.F.C. M II[191]　- Mの後継のボックスロック入門モデル。12番と20番が選択でき、銃床がフルピストル型握把となった。両引き引金。
  - K.F.C. M II-S[191] - M IIの単引き引金版。MSとの相違点は光線避樋鉄が平型で、価格もMSより若干安価に設定されていた。

#### 単身単発銃
- 1966年時点[2] - 戦前のグリ式猟銃と上捻式猟銃に相当するモデルが引き続き販売された。ただし、戦前モデルのグリーナー式横安全装置[12]は、左利き射手でも操作しやすい上下・水平二連と同様のブローニング式舌安全装置(タン・セイフティ)[210]に変更された。折しも時代は戦後復興期から高度成長期へ差し掛かる時期であり、村田式猟銃が普及品、グリ式猟銃や響号が高級品とされた戦前とは国内市場の情勢は大きく変化。単身単発銃はK.F.C.をして「単身で銃に慣れてから(上下・水平)二連に移るのが良い」として、ビギナー用という位置付けがされていた。薬室は全モデル真鍮薬莢仕様で、顧客の要望により紙薬莢仕様に刳り直しが行える販売形態が採られていた。1960年代中期には英連邦圏への輸出が行われており、銃身には「K.F.C. Tokyo」の銘が刻まれていた。なお、M100とM250のモデル名は後述のシンガー日鋼製半自動式散弾銃でも重複して用いられている。
  - K.F.C. M100[211]　- 無鶏頭モデルの上級品で、先台が引き外し式からデイリー止めに変更されており、口径も12番、16番、20番、24番、28番、36番から選択できた。価格はM80と同一とされていた。国内仕様には射撃用上下二連と同じ手動式安全装置が備えられていたが、輸出仕様にはアメリカントラップ競技向け[注釈 40][212]の安全装置がないモデル[213]も存在した。閉鎖機構は二重止め[注釈 20]。
  - K.F.C. M80 - 無鶏頭モデルの普及品。先台の固定はウィンチェスターM37（英語版）など欧米の単発単身銃で採用例が多かった引き外し式が用いられていた。口径は12番のみで、手動式安全装置、銃床はセミピストル型銃把。閉鎖機構は二重止め[注釈 20]。
  - K.F.C. M33[214][215] - 有鶏頭モデル。戦前の上捻式がスティーブンスM89やウィンチェスターM20（英語版）に似た撃鉄が大きく露出した機関部だったのに対して、M33はウィンチェスターM37（英語版）のピッグテール・デザインに似た、撃鉄のスパー[注釈 41]のみが露出した機関部に変更された。口径はM100と同じく6種類から選択できた。国内仕様は基本的にエキストラクター仕様のみであったが、輸出仕様では非自動式エジェクター[216][注釈 42]付きのモデルであるK.F.C. M33Eもラインナップされていた[217]。閉鎖機構は単一止め[注釈 21]であったが、重量は12番で約2.7kgと、水平二連の軽量モデルに匹敵する重さがあり、銃身・薬室ともに非常に分厚く作られていた。輸出仕様では用心金（英語版）も鋳鉄製の厚く頑丈なものが用いられるという念の入り様であった。
- 1970年-1972年?[55] - 全モデルで閉鎖機構が単一止めに簡略化され、更に低価格化が進んだ。しかし薬室は初めから紙薬莢専用となり、自動安全装置が全面採用されるなど猟銃としての実用性は向上しており、K.F.C.も単なる安価な初心者向けとしてだけではなく、戦前以来グリ式猟銃を用いていたベテラン猟師の買い替え需要を見込んだ広告展開を行っていた。
  - K.F.C. M100B - M100の発展型。16番と36番が廃止され、先台の形状がビーバーテイルに近い形状となる。銃床や先台の材質には有坂銃などでも使用された桜材が用いられていた。
  - K.F.C. M250[218] - 410番の有鶏頭モデルで、事実上M33の後継モデルに当たる。最廉価モデルの為、銃床にはチェッカリングすらも施されていないが、機関部は最高級のF/FE水平二連と同じく炭素焼仕上げとされていた。

#### 自動五連銃

##### シンガー日鋼(SNC)
- K.F.C. オート[219][220] - K.F.C.自動五連銃[2]、K.F.C.パインオートとも。国産初の交換チョーク仕様である事を最大の特色としていたが、1966年時点では重量3.7kg[2]と、本家ブローニング・オート5の戦前モデルに相当する重量があった[221]。この銃のみ「八角形にK.F.C.」という特別なロゴが打刻されていた[2]。口径は12番のみ。外装式交換チョークの換装で銃身長が4段階に変化するため、「1本の銃身で全ての用途を賄える」として替銃身は用意されていなかった[2]。
  - K.F.C. オート・タイプⅡ - 1970年頃ラインナップされていたK.F.C.オートの改良型[55]。重量は約3.45kgとなり、オート5の戦後モデルであるオート5・ライトウェイト[221]に相当する仕様となった。口径は12番のみ。
  - K.F.C. オートライト[222][223] - 1970年頃ラインナップされていたK.F.C.オートの軽量型[55]。重量は3.15kgまで軽量化され、オート5における軽合金機関部モデルであるオート5・スーパーライトウェイト[224]に相当する仕様となった。オートライトは表面仕上げが異なる2種が存在しており、機関部側面が白磨きのものがオートライトI、黒染めのものがオートライトII[225]と分類されていた[55]。

なお、K.F.C.オートはカタログにラインナップされていた普及価格帯の製品以外にも、本家ブローニング・オート5におけるグレード6(通称金ブロ)やグレード5・グレード4(通称シルバーグレイ)に相当する極めて高級なモデルの注文生産も受託していたものとみられ、海外を中心に僅かな数の現存品が残されている。K.F.C.オートの金象嵌、シルバーグレイ共に現存品の製造番号は10000台であり、販売開始後ごく初期の段階にしか存在しなかったとみられる。K.F.C.オートは国内では1972年よりベレッタA300ベースのK.F.C.ガスオートに置き換えられるが、欧州向け輸出は1976年頃まで継続されていたともいわれる。シンガー日鋼はオート5のライセンス生産にあたり、オート5の構造上の弱点であった「銃身後退の衝撃で先台が割れる」事象を軽減するため、先台の内部に衝撃吸収材を配置するなど独自の改良も行っていたという。

##### 山本銃砲製作所(YGC)
YGCは昭和36年(1961年)に大阪に設立されたミロクの半自動銃製造部門(現・香北ミロク)。昭和38年(1963年)よりオート5を参考にヤマモト・オートポインターの製造販売を開始し、昭和47年(1972年)以降はオート5のOEM製造を直接手掛けることとなる。
- K.F.C. ポインター - ポインター自動五連銃[2]、YGC ポインター号、ヤマモト・オートポインター[231]とも。外装仕上げによりスタンダード、タイプII、タイプIIIの三種類が存在しており、口径は12番と20番が選択できた[2]。66年時点では12番が重量3.3kg、20番が3.1kgと、K.F.C.オートよりも軽量であり、25インチから32インチまで用意された替え銃身は、顧客の要望により購入時にベンチレーテッドリブの後付けが行えた[2]。ポインターと同年に日本猟銃精器(NRS)からはフジ ダイナミックオートが発売されており[232]、同時期には日鐵住金建材の前身企業の一つである日本鋼業株式会社もNKC・キングオート5を製造していたが[233]、K.F.C.はポインターを「国産で最も古い歴史を持つ」として、国産半自動散弾銃のパイオニアとして位置づけていた[2]。
  - K.F.C. ニューポインター - 1970年頃登場したポインターの改良型[55]。66年時点では注文時に後付けの選択ができたベンチリブの扱いが変化し、リブ付きとリブ無しのモデルが併売される形となった。排莢口などの方向が左右反転した左利き用のニューポインター・レフトもラインナップされ、ベンチリブ付きモデルはそれぞれニューポインター・V、ニューポインター・レフトVと呼ばれていた。 銃把がフルピストル型に改められ、重量は3.45kgと若干増加した。替え銃身は26、28、30インチの3種となり、25インチや32インチは選択できなくなった[55]。

### シンガー日鋼時代(昭和40年? - 昭和61年?)

#### 自動四連・三連銃
K.F.C.のガス圧利用式半自動散弾銃は、ほとんどのモデルでK.F.C.オートの外装式交換チョークが転用できたことが特色である。
- 1972年時点
  - K.F.C. M100ガスオート - ベレッタA300のライセンス製造品。単にK.F.C.ガスオートとも呼ばれた[234]。白磨き機関部のみがラインナップ。
- 1978年頃-1986年頃まで[235]
  - K.F.C. M200ガスオート[65] - M100の独自改良型[236][注釈 44]。ベレッタA300ではA301-302に相当。黒染め機関部のM201[237][238]、白磨き機関部のM200、スキート競技仕様のM220がラインナップ。M220のみ固定チョーク銃身だった[235]。
  - K.F.C. M250ニュー・オートローダー - 黒染め機関部のスタンダード[239]、白磨き機関部のデラックス[240][241]がラインナップ。26インチと28インチの固定チョーク銃身も併売されていた。ベレッタへのライセンス料支払いが発生しないためか、価格はM200ガスオートよりも全体的に安価に設定されていた[235]。昭和54年(1979年)5月より輸出開始されたオセアニア仕様では内装式交換チョーク銃身が設定されていた[242]。

#### 水平二連銃
- 1972年-1978年? - ミロクの離脱後、それまでの上下及び水平のほぼ全てのモデルがB.C.ミロクブランドで販売される事となり[191]、K.F.C.には水平のMKシリーズのみが提供された。
  - K.F.C. MK[235] - ボックスロック、切替器付単引き引金、光線避樋鉄、アンソン止めイングリッシュ先台、ピストルグリップ銃床。口径は12番のみ[243]。

#### 上下二連銃
- 1978年頃-1986年頃まで[235]
  - K.F.C. Eシリーズ[244] - 正式名称としてはK.F.C. OT Trap/Skeetが用いられ、E-1、E-2、E-3のグレード分けが成されていた。欧米には黒染め機関部のE-1[96][245][注釈 45]、白磨き機関部のE-2[246]のみが輸出され、最高級モデルのE-3[247][注釈 46]は日本国内のみの販売だった。また、3グレードの中でE-2のみモンテカルロ型銃床が用いられていた。
  - K.F.C. フィールドガン - Eシリーズの狩猟向けモデル。欧米にはK.F.C. Field Grade(FG)の名称で輸出された。黒染め機関部がライト[248][注釈 47][249]、白磨き機関部がスタンダードとされ、それぞれ彫刻入り上位モデルのライトII、スタンダードIIが設定されていた。FGはEシリーズよりも銃身が短く、先台の木部の造型も若干異なっている。また、白磨き機関部のモデルではFGは先台の金属部分が黒染めされており、E-2/3よりも見掛け上機関部が小型に見える外見を有していた。

なお、シンガー日鋼が製造した上下二連はK.F.C.が独力で設計したものとみられ、銃身下部には「Manufactured by Singer Nikko Co.Ltd. Under Agreeve by K.F.C.(K.F.C.との合意の下、シンガー日鋼株式会社が製造した)」と打刻されていた。

#### 輸入銃
ミロクとの提携解消後、空白となった水平二連銃や空気銃のラインナップを埋める為、1978年時点ではウェブリー・アンド・スコット社製エアライフルや、スペインのアヴェリーノ・アリエータ社製サイドロック水平二連銃などを輸入販売していた。
- ウェブリー＆スコット ターゲット[250] - サイドレバーのスプリング方式空気銃。本国では「オスプレイ・スーパーターゲット」という名称で販売されていた射撃競技用モデル。
- ウェブリー＆スコット オスプレイ[251] - 狩猟向けモデル。機関部はターゲットと同じサイドレバーのスプリング方式。
- ウェブリー＆スコット ホーク・マークⅢ[252] - ウェブリー伝統の中折れスプリング方式の狩猟向けモデル。オスプレイはホークを元にして、銃を中折れさせずにサイドレバーでコッキングを行う方式に改めたモデルである。
- アリエータ サイドロック - 本国では「M800 ファシアヌス」に相当するハンド・デタッチャブル機構[注釈 48]付きサイドロック[253]が窒化仕上げと炭素焼き仕上げの2種類で販売されたが、当時の販売価格は41万円と、FG上下二連やM200ガスオートの約2倍の高値であった。アリエータはバスク州ギプスコア県に本拠を置くハンドメイド工房で、ホーランド&ホーランドの7ピン式サイドロック機構と外見様式を非常に正確に「模倣」しているが、価格は英国製水平二連の1/10程度というリーズナブルさで、本家本元の英国でも評価が高い[254]。